# 中二子古墳
中二子古墳（なかふたごこふん）は、群馬県前橋市東大室町・西大室町にある古墳。形状は前方後円墳。大室古墳群を構成する古墳の1つ。国の史跡に指定されている。

## 概要
| 古墳名     | 形状       | 規模       | 埋葬施設         | 築造時期  |
| ---------- | ---------- | ---------- | ---------------- | --------- |
| 前二子古墳 | 前方後円墳 | 墳丘長94m  | 両袖式横穴式石室 | 6世紀初頭 |
| 中二子古墳 | 前方後円墳 | 墳丘長111m | 横穴式石室?      | 6世紀前半 |
| 後二子古墳 | 前方後円墳 | 墳丘長85m  | 両袖式横穴式石室 | 6世紀後半 |
| 小二子古墳 | 前方後円墳 | 墳丘長38m  | 無袖式横穴式石室 | 6世紀後半 |

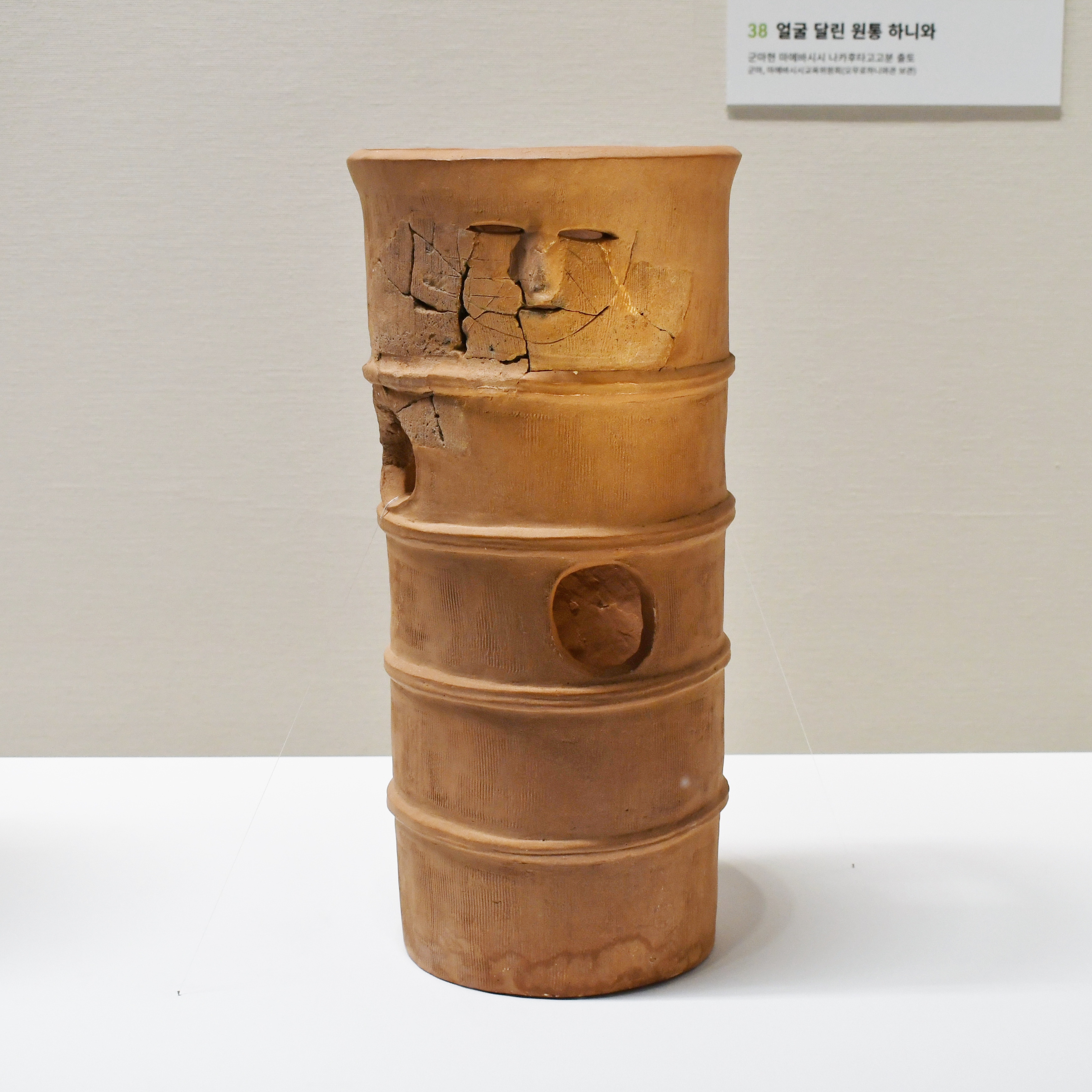
顔付円筒埴輪前橋市教育委員会蔵、九州国立博物館特別展示時に撮影。

墳丘長111メートルを測る大室古墳群最大の前方後円墳で、主軸を北東89°に向けている。墳丘は2段構築となっている。墳丘の一部は地山を削り出して造成され、また墳丘全面と北側の中堤内側と南側の中堤外側に葺石が施されている。墳丘の周囲は盾型で二重の周溝（堀）が巡らされ、北側と西側の内堀・外堀には渡りが設けられている。周溝を入れた長さは170メートルに達する。
前二子古墳のすぐ南側に前二子古墳が隣接している。墳丘北側からは墳丘の盛り土を採取したくぼみが発見された。1878年（明治11年）3月に前二子古墳と後二子古墳の石室が発見・開口された際、中二子古墳でも石室の探索が行われたが、発見には至らなかった。

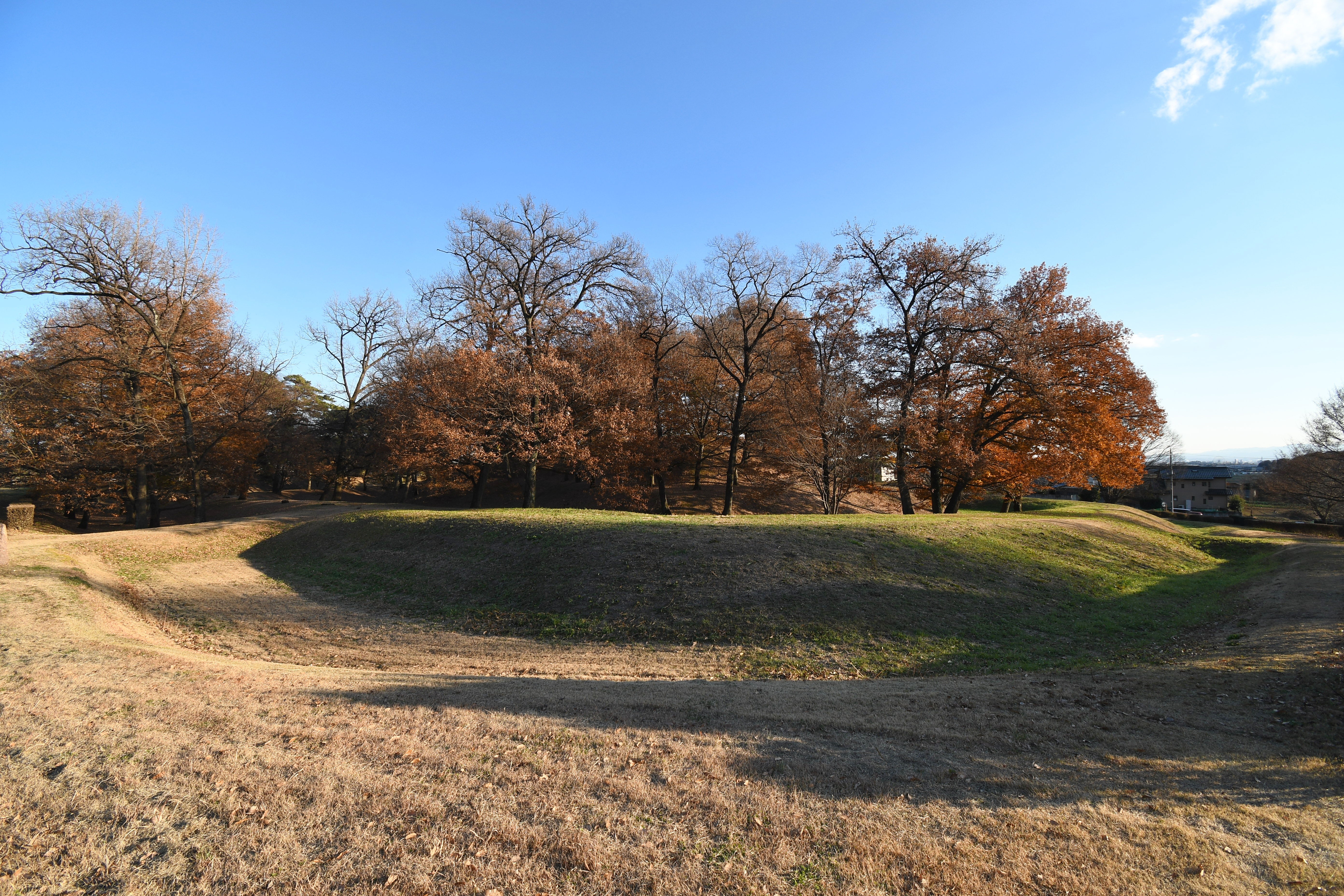
外濠
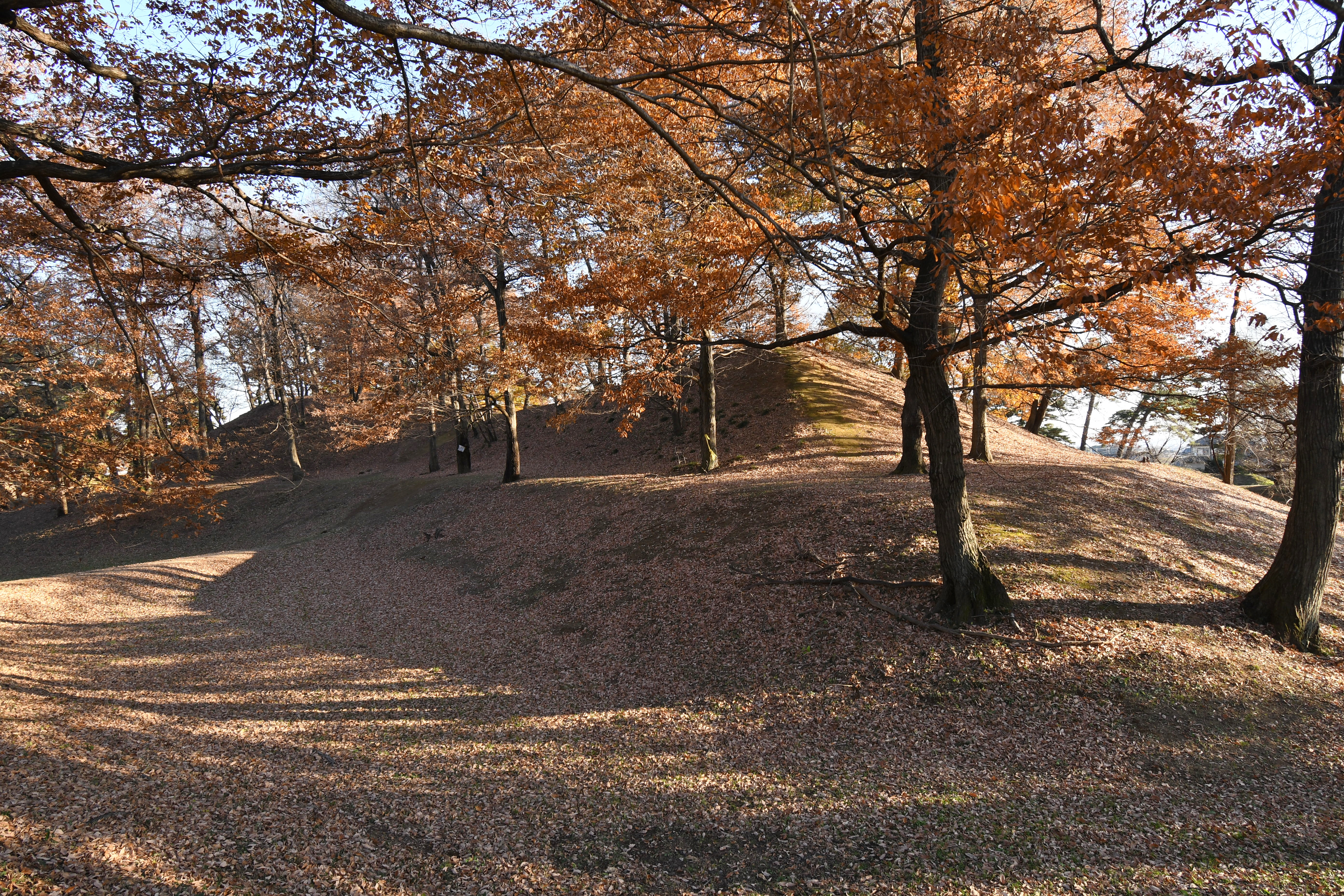
墳丘
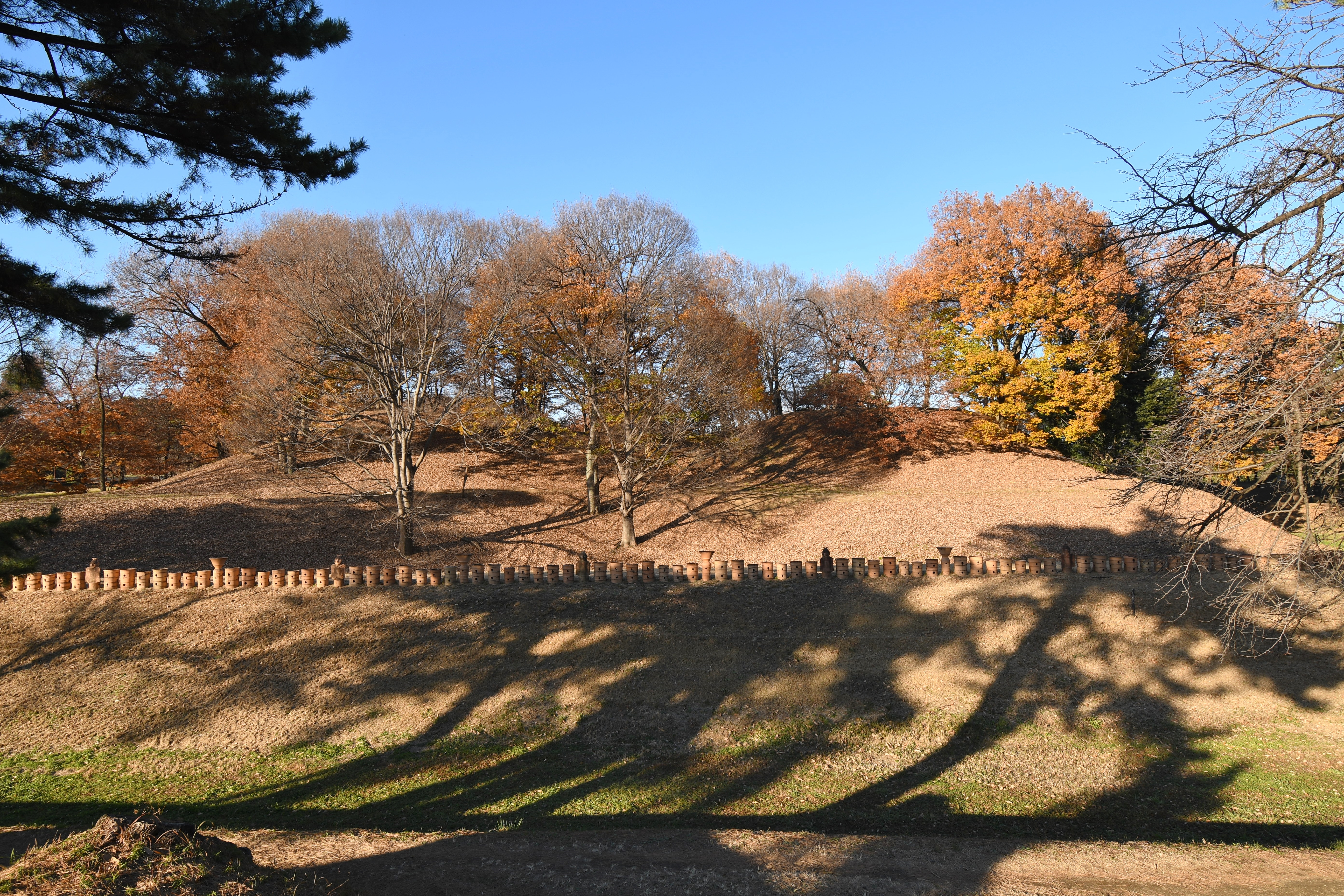
墳丘横景
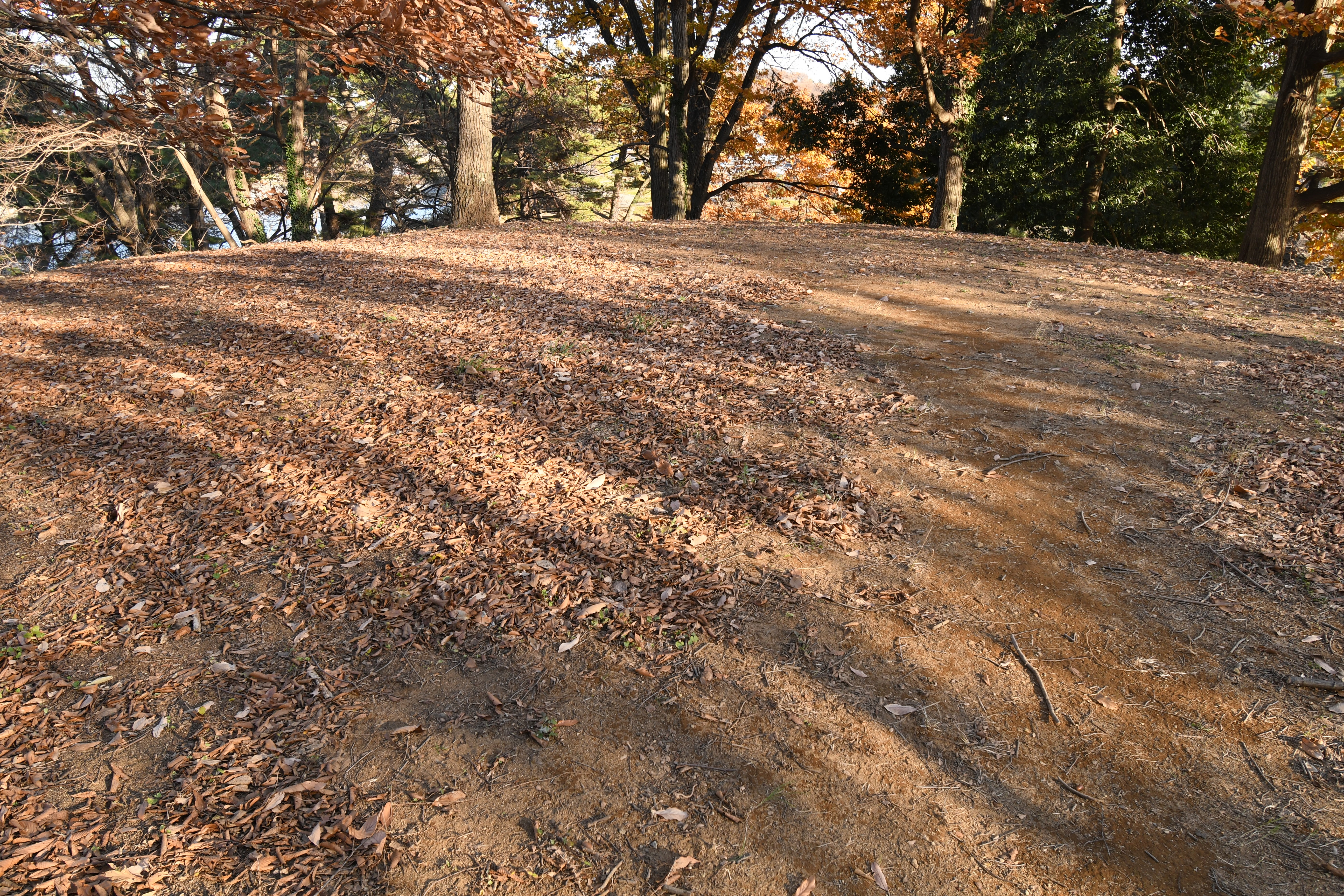
後円部墳頂
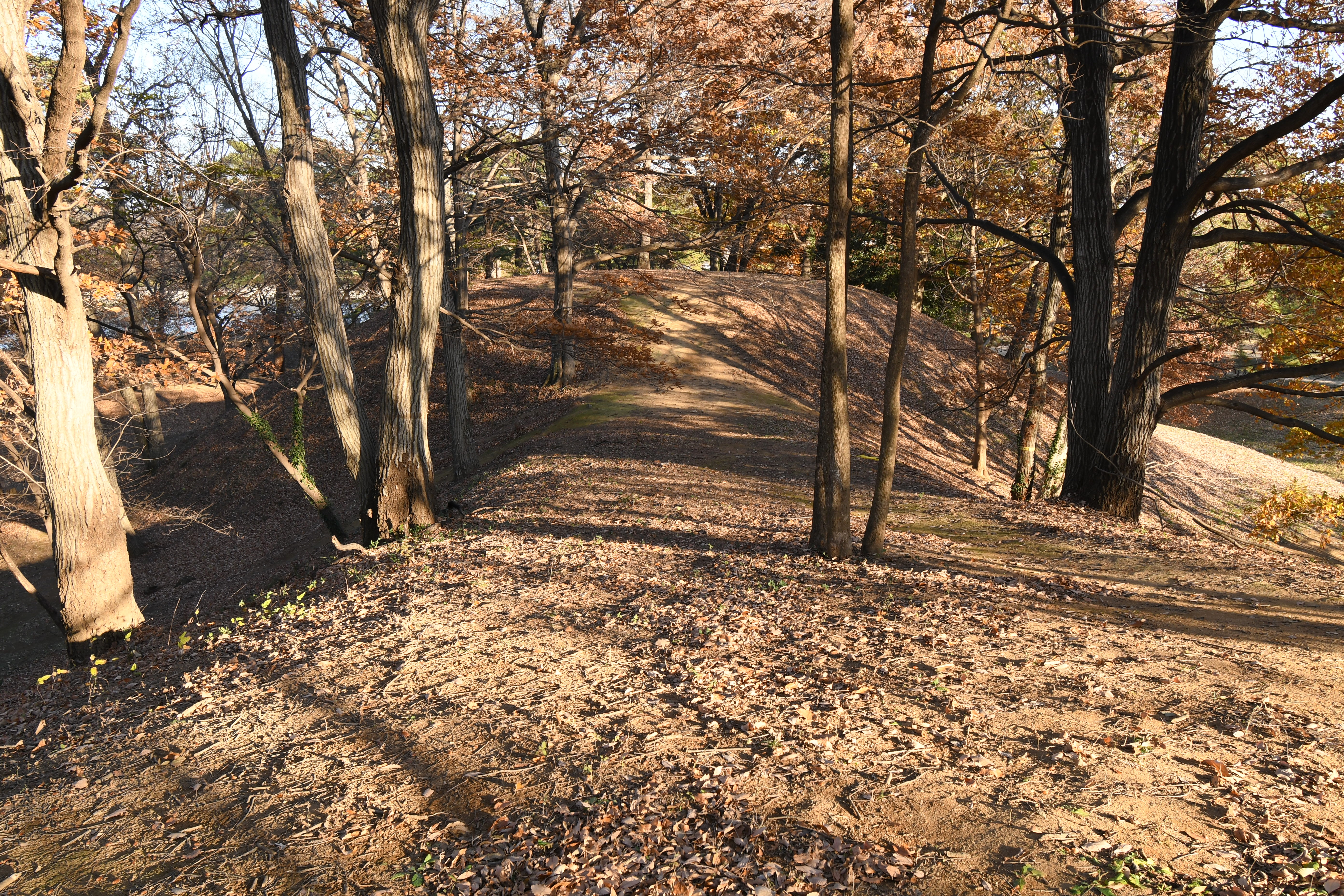
前方部から後円部を望む
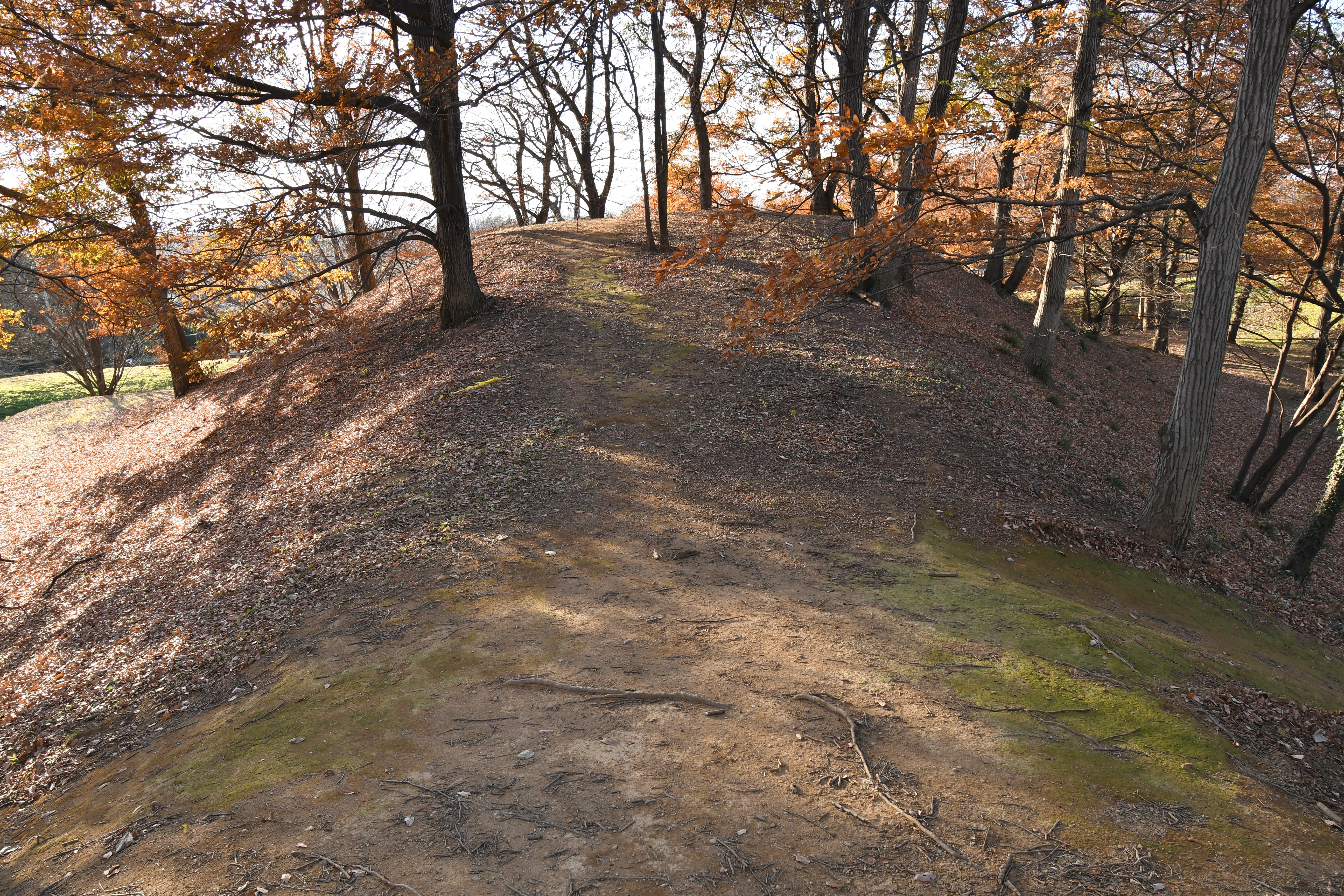
後円部から前方部を望む

## 出土品
中堤・墳丘テラス・墳頂に埴輪が樹立されていたとみられ、その数はおよそ3000本と推定されている。円筒埴輪と、盾持ち人・鞆・大刀・靫（ゆき）・翳（さしば）などの形象埴輪が確認されているが、その配置はかなり偏っており、北側の中堤からは形象埴輪は出土せず、人面付円筒埴輪1のみが発見された。このことから中二子古墳は南側から眺めるようにつくられたと考えられる。
中二子古墳の埴輪の胎土からは海綿骨針化石と結晶片岩砂粒が検出されており、このことから群馬県藤岡地域の窯（おそらく本郷埴輪窯址群）で生産されたとみられている。

## 文化財

### 国の史跡
- 中二子古墳 - 1927年（昭和2年）4月8日指定[4]。